# Hector Turnbull
Hector Turnbull (11 septembre 1885, New Jersey - 8 avril 1934, Pennsylvanie) est scénariste et producteur de cinéma américain.
Hector Turnbull mourut d'une crise cardiaque.

## Filmographie sélective
- 1915 : Forfaiture (The Cheat) de Cecil B. DeMille
- 1915 : Tentation (Temptation) de Cecil B. DeMille
- 1916 : Le Cœur de Nora Flynn (The Heart of Nora Flynn) de Cecil B. DeMille
- 1922 : La Dictatrice (My American Wife)
- 1926 : Mantrap de Victor Fleming
- 1927 : Les Nuits de Chicago (Underworld) de Josef von Sternberg
- 1927 : Casey at the Bat de Monte Brice
- 1930 : Cœurs brûlés (Morocco) de Josef von Sternberg